# Вацлав Сераковський
Вацлав Геронім Сераковський з Богуславиць гербу Оґоньчик (пол. Wacław Hieronim Sierakowski; 1700, Раба-Вижна, Краківське воєводство — 25 жовтня 1780, Оброшине / Дунаїв) — польський шляхтич, римо-католицький релігійний діяч, львівський латинський архієпископ з 1713 року. Представник роду Сераковських.

## Життєпис
Батько — староста мшаньський та ольшовський, закрочимський стольник Ян Сераковський, мати — дружина батька Маріанна з Рушковських.
Спочатку навчався, певне, вдома, потім у Новодворських школах, Краківському університеті. 24 травня 1716 прийняв нижчі священничі свячення.
Брату в листі від 27 лютого 1739 писав, що «вчора став Кам'янецьким єпископом». 16 листопада 1739 Папа затвердив призначення його королем на цю посаду 7 березня, 21 березня 1740 — урочиста церемонія, зразу почав візитацію. 1 листопада 1741 отримав призначення на посаду Перемиського єпископа РКЦ, преконізований 25 травня 1742, урочисте входження на посаду 30 листопада. За дозволом Папи зберіг посаду пароха Ярослава. 1751 року було утворено 3 архидияконати: Перемиський, Ярославський, Березівський. У 1753 році наказав перевезти зі Стрия та Дрогобича до бібліотеки Перемиського колегіуму парафіяльні збірки книг.
1759 року: отримав пропозицію стати Львівським архієпископом РКЦ, яку спочатку відхилив. Після обіцянки також посади опата в Могилі 3 серпня отримав призначення на посаду Львівського архієпископа РКЦ водночас із кустодією в Сандомирі. 18 грудня 1759 підтриманий Львівською капітулою, 21 липня 1760 затверджений Папою, який видав паллій (отримав його в маєтку Міхала Жевуського в Роздолі 4 вересня). Урочистий «інґрес» у Львові — 28 вересня.
26 серпня 1763 поділив єдину досі катедральну парафію у Львові на 6 окремих. На синоді 20-22 травня 1765 року збільшено з 7-ми до 12-ти кількість деканатів Львівської архидієцезії, утворено два нові архидияконати — Галицький і Жовківський. Відіграв значну роль під час організації Барської конфедерації. У 1769 році організував інтриги при папському дворі, з метою зашкодити унійному львівському єпископу Леву Шептицькому відродити собори крилошан при єпископських кафедрах.
6 червня 1772 видав декрет стосовно піднесення статусу костелу Діви Марії до рівня колегіати, при ній запровадив каноніків, Раді Львова залишив право пропонувати кандидатуру її пароха.
Не брав участи в церемонії привітання губернатора Галичини Антона фон Перґена 29 вересня 1772 року, 29 грудня склав присягу («голд»), наказав з цієї нагоди співати «Te Deum». 24 квітня 1775 року отримав з рук цісаря Йозефа ІІ великий хрест Королівського угорського ордена Святого Стефана, 16 червня — спадковий титул графа, 23 червня присягнув як таємний радник перед Марією Терезією.
Володів набутими маєтностями Дидня з Кривим, Яблониця Руська, Видрня в Перемиській землі Руського воєводства, з яких дохід у 1762 році становив 17000 злотих. Колекціонував книги, порцеляну, срібні вироби, ікони. Був протектором Станіслава Строїнського (мав збірку його робіт), Петра Полейовського. Частина його колекції увійшла до збірки Львівської катедральної капітули РКЦ.
Підтримував тісні контакти з братом Романом — краківським гродським суддею, допомагав його синам.
13 жовтня 1780 року написав заповіт. Помер 25 жовтня 1780 (Палац архієпископів РКЦ в Оброшині), 30 жовтня був похований згідно з заповітом у Латинській катедрі Львова. Його наступник Фердинанд Кіцький сприяв виготовленню та встановленню 28 жовтня 1784 там його надгробку. Серце було поховане в колегіумному костелі Пречистої Діви Марії Сніжної 15 листопада 1780 року.
Владислав Лозінський вказував на його запальність до руйнації під час реконструкції катедри у Львові. Мечислав Орлович стверджував, що під час реконструкції катедри усунули пам'ятні «надгробки» архтєпископів Домініка Вільчека, Фелікса Ліґензи, Павла Тарла, Яна Димітра Соліковського, Яна Порохницького, Станіслава Ґроховського.
Конфліктував із львівським унійним єпископом Левом (Шептицьким), оскільки той намагався утворити Унійну митрополію з центром у Львові.

### Діяльність спрямована проти галицьких уніатів і русинів
Ослаблення Речі Посполитої (Республіки Обох Націй) та початок австрійського правління в Галичині дали надію русинам, більша частина яких до того часу вже перейшла в Унію, на відновлення своїх прав і відродження освіти. Під тиском різних дискримінаційних заходів значна частина руських міщан і шляхти протягом XVIII століття перейшла до латинської церкви та перебувала на стадії спольщення. Єпископ Сераковський всіляко сприяв латинізації та пильнував за збереженням приниженого й дискримінованого статусу Унійної церкви. За його ініціативи заблокували ініціативу львівського єпископа Лева Шептицького з облаштування єпархіальних капітул, повернення провідного становища в Церкві білому духовенству й усунення домінуючого становища прихильних до латинізації Василіян. Відразу після обрання Лева Шептицького львівським унійним єпископом у 1775 році, під час його урочистого в'їзду до Львова катедральні латинські священики Сераковського напали на процесію і намагалися вирвати архієрейський хрест Шептицького. В тому ж році, добивсвся від нового австрійського уряду дозволу на подальші латинізацію та денаціоналізацію русинів, на що спочатку влада у Відні відповіла позитивно, однак наступного року змінила свої рішення, пославшись на заборону латинізації у папських буллах. У 1779 році Сераковський заборонив русинам-уніатам здійснювати Йорданське водосвяття. Тільки за наполяганням австрійської влади він змушений був примиритися з Левом Шептицьким, який прийняв Сераковського на Святоюрській горі з великими почестями.

### Фундації, будівництво
- Чотири дерев'яні костели в Перемиській землі: Ляшки (1736), Королик Польський (посвячений у 1756), Лукавець (початок 1754), Любачів (початок бл. 1754).
- 1765—1776 — ґрунтовна перебудова катедри Львова; через ліквідацію багатьох вівтарів, надгробків мав суперечки з львів'янами, які розглядали в судовому порядку, їхню скаргу не підтримав Папа Климент ХІІІ.
- у Перемишлі: правдоподібно, ініціятор створення нового великого вівтаря катедри за проєктом Петра Полейовського, який виконав Ян Полейовський.
- фундатор (1768) вівтаря катедрального костелу, Кам'янець-Подільський, автор — Матвій Полейовський.
- відновлення після пожежі костелу колегіати в Ярославі, 1773—1777.
- перебудова резиденцій у Львові, Дунаєві, Оброшині (мозаїка, заклав оранжерею).
- перед 21 березня 1761 року дозволив розібрати фарний костел, 14 серпня 1763 року під час канонічної візитації провів обряд посвячення (консекрацію) новозбудованого костелу Внебовзяття Пресвятої Діви Марії в Бучачі[11]
- був відомим ялмужником.

### Освячення храмів
- 1743 — Костел святої Катерини (Воютичі)[12]